# Antonius Watz
Antonius Watz, född 1572 i Breslau, död 1603 i Uppsala, var en tysk byggmästare, snickare, skulptör och stuckatör.

## Biografi
Watz kallades till Sverige i början av 1570-talet av Johan III som byggmästare och bosatte sig slutligen i Uppsala där han gifte sig 1576. Han värvades till Sverige på initiativ av byggmästarfamiljen Pahr och finns omnämnd första gången i svenska handlingar vid Kalmar slott 1752 och samtidigt arbetade han även vid Borgholms slott på Öland. Han kallades till Uppsala 1573 för att biträda Franciscus Pahr med uppförandet av Uppsala slott som året innan drabbats av en förödande brand. Av de synnerliga rika vägg- och valvdekorationer i stuck utförda i en blandning av sengotik och renässans som utfördes av Watz eller under hans ledning återstod efter branden 1702 betydande rester i den forna slottskyrkan som delvis förstördes eller täcktes över i samband med att landsarkivet flyttade in i lokalerna. Bland annat förstördes en stor figurrelief med bibliska motiv. På 1570-talet vistades Watz på en längre tids resa och i en bevarad notis beklagar man att Den bildsnidare hafer inte arbetat mer än halfva året 77 och hafer varit detta år i Danmark. Efter Pahrs död 1580 utsågs han till dennes efterträdare som slottsbyggmästare och under hans ledning slutfördes nästan hela slottsbygget förutom det norra tornet. Han var troligen ansvarig för den förändring av byggnadsplanerna som innebar att arkadlängorna byttes ut mot en sluten treflygelsanlägning. På 1580-talet utförde han de rikt stuckdekorerade utsmyckningarna för Jagellonska gravkapellet vid  Uppsala domkyrka som senare har blivit kraftigt restaurerade. I det Jagellonska gravkapellet har han utfört gotiska stilelement men dominerande är den ornamentik med beslagsband med fruktknippen och växtdelar som är typisk i tysk-nederländsk renässansstil. Omkring 1587 uppförde han en dubbelgång mellan västra längan och gamla fogdestugans gavel och 1588 önskad kungen hafwe med flittigdt arbete vnder hwalfwen i begge gångerna af kalk vthskorett och förgyltt. Troligen blev detta arbete inte utfört av Watz utan han sände någon av de medhjälpare han utbildat i slottsbyggnad. Från Watz senare år finns en i Halle utgiven dagbok från 1866 skriven av Erik Lassotas von Steblau som periodvis satt internerad i Sverige 1590-1593 på Uppsala slott. Som landsman till Watz blev de under hans fängelsetid goda vänner och Watz gjorde säkert så mycket han kunde för att underlätta för von Steblau. I dagboken beskriver han att även Watz satt inspärrad i tre månades tid för att han under en lek med värja råkat döda skotten Tomas Gahon. Watz första tid i Sverige och vilka arbetsuppgifter han utförde finns inte närmare beskrivet men August Hahr har anfört starka skäl till att han var upphovsman till stor del av den rika stuckutsmyckningen i Kungsmaket på Kalmar slott som målades av Baptista van Uther och Holgert Hansson 1585. Hahr menar även att Watz utfört den skulpturalt rika träinredningen med bland annat praktfulla takkasseter och intarsiapaneler som tillkom i början av 1560-talet i Kungsmaket. Under ledning av Fredrik Wilhelm Scholander genomfördes 1855–1862 en restaurering av Kungsmaket som omfattade nybemålning samt mindre förändringar av frisen, men Kungsmaket har till största delen kvar sin ursprungliga karaktär med dekorationer som när Watz lämnade rummet när arbetet var avklarat. Extra säker på sin attribuering är Hahr när det gäller Kungsmakets fönstervalv som uppvisar mycket stora likheter i tillverkningsteknik och formspråk med det Jagellonska gravkapellet i dess kraftiga beslagsornament med inrullade ändar som är försedda med fastnitade metallband  där man stuckit in naturalistiska blommor, frukter samt en ytdekorering med gotikens grenverk som en ram runt en målning eller inskrift. Även om fönstervalven i Eriks gemak inte riktigt når upp till orneringen i Kungsmaket utan är mer primitiv och klumpig får man anta att Watz var delaktig i tillkomsten men att själva arbetet utfördes av någon av hans gesäller.